# Silvestrovo
Silvestrovo ili Stara godina je posljednji dan u godini, 31. prosinca, i noć uoči Nove godine (Silvestarska noć). Silvestarska noć obilježava se proslavama dočeka Nove godine, uz vatromet, koncerte, različite događaje i običaje.
Silvestrovo je dobilo naziv po papi sv. Silvestru I., koji ima spomendan toga dana. Uz njegov spomendan, u Katoličkoj Crkvi slave se i mise zahvalnice za godinu na izmaku.

## Vanjske poveznice
|  | Zajednički poslužitelj ima još gradiva o temi Silvestrovo |